# Стадион Форсит бар
Стадион Форсит бар (енгл. Ricoh Arena) је стадион у универзитетском граду Данидину, на јужном острву Новог Зеланда на коме играју Хајлендерси, рагби тим који се такмичи у најјачој лиги на свету. На овом стадиону игра и Отаго рагби, који се такмичи у ИТМ купу. Стадион Форсит бар је био један од стадиона на којима су се играле утакмице светског првенства у рагбију 2011. Капацитет овог стадиона је 30.748 седећих места. На овом стадиону играју се и утакмице рагбија 13.